# Provinzverwaltung in Finnland
Die Provinzverwaltung stellte für den größten Teil der finnischen Geschichte das System der staatlichen Verwaltung auf Regionalebene dar. Eine Provinz (finnisch lääni, schwedisch län) war keine Selbstverwaltungskörperschaft, sondern Bestandteil der Exekutive der jeweiligen Zentralregierung. Die Provinzregierungen hatten weitgehende Aufgaben im Bereich der allgemeinen Verwaltung und der Verwaltungsaufsicht. An ihrer Spitze stand ein Landeshauptmann, der vom jeweiligen Staatsoberhaupt ernannt wurde.
Die Einteilung Finnlands in Provinzen geht auf die Verwaltungsstruktur des Schwedischen Reichs zurück, zu dem Finnland bis 1809 gehörte. In ihrer institutionalisierten Form wurden die Provinzen durch die Verfassung von 1634 geschaffen. Die Provinzen wurden verschiedentlich neu geordnet, in ihren wesentlichen Zügen aber beibehalten. In der Nachkriegszeit bestanden zunächst zehn, ab 1960 zwölf Provinzen. Nachdem die Provinzstruktur zunehmend den Anforderungen an eine moderne Verwaltung nicht mehr gerecht wurde, wurden in einer Reihe von Reformen die Provinzen zunächst 1997 auf sechs reduziert, bis sie 2010 schließlich ganz abgeschafft und durch eine neue Regionalverwaltungstruktur ersetzt wurden.

## Mittelalterliche Burgprovinzen

Am Ende des 16. Jahrhunderts bestanden in Finnland neun königliche Burgprovinzen.

Die Keimzelle der Provinzeinteilung stellten die mittelalterlichen Burgprovinzen (schwedisch slottslän, finnisch linnalääni) dar. Die Burgprovinz war die Grundeinheit der weltlichen Verwaltung, während wesentliche Aufgaben der örtlichen Verwaltung im Rahmen der parallelen kirchlichen Verwaltungsstruktur erfüllt wurden. Zentrum der Burgprovinz war jeweils eine Burg, an deren Spitze ein königlicher Statthalter stand.
Die Entstehung der einzelnen Burgprovinzen kann regelmäßig nicht genau datiert werden und steht im direkten Zusammenhang mit der allmählichen Entwicklung und Stabilisierung der Herrschaft des schwedischen Königs über finnisches Gebiet. Die jeweiligen Statthalter waren in ihrer Burgprovinz für die Rechtsprechung, den Einzug von Steuern und für die Verteidigung zuständig. Die Steuern gebührten dem König, ein Anteil stand aber der Burg und dem Statthalter zu.
Ab dem 14. Jahrhundert wurden nach und nach Untereinheiten der weltlichen Verwaltung unter der Bezeichnung Verwaltungssocken (schwedisch jordebokssocken, finnisch hallintopitäjä) gebildet. König Gustav I. Wasa (1523–1560) veranlasste die Aufteilung der Burgprovinzen in kleinere Vogteien, denen die Hoheit über den Steuereinzug und den Staatshaushalt übertragen wurde. Die Vogte waren als königliche Beamte unmittelbar dem König verantwortlich, der damit seine Kontrolle über die Gebietsverwaltung festigen konnte.
Um das Jahr 1600 bestanden im heutigen Finnland die folgenden neun Burgprovinzen:
- Die Burgprovinz Kastelholm, von der aus die Landschaft Åland verwaltet wurde. Die Burg Kastelholm ist erstmals 1388 urkundlich erwähnt.
- Die Burgprovinz Åbo (Turku) stellt den Ausgangspunkt der schwedischen Herrschaft über das finnische Festland dar. Die Burg Turku wurde in der zweiten Hälfte des 13. Jahrhunderts errichtet.
- Burgprovinz Raseborg (Raasepori) unter der gleichnamigen Burg, deren erste urkundliche Erwähnung aus dem Jahr 1378 datiert.
- Die Burgprovinz Wiborg (schwedisch Viborg, finnisch Viipuri) unter der 1293 errichteten Burg Wiborg stellte früh einen wichtigen Verteidigungsposten des schwedischen Reichs gegenüber Russland dar. Die Provinz umfasste lange das gesamte östliche Finnland, bevor im 16. Jahrhundert die Burgprovinzen Nyslott und Borgå abgespalten wurden.
- Die Burgprovinz Tavastehus (Hämeenlinna) unterstand der ab der zweiten Hälfte des 13. Jahrhunderts errichteten Burg Häme im heutigen Hämeenlinna.
- Die Burgprovinz Kumogård (Kokemäenkartano) umfasste ab dem frühen 14. Jahrhundert die Landschaft Satakunta und unterstand einem Königshof in Kokemäki. Die zugehörige Burg wurde 1367 zerstört.
- Die das Zentrum der Burgprovinz Korsholm (Korsholma) bildende Burg wurde nach 1370 errichtet. Die Provinz umfasste den gesamten Nordteil des damaligen Finnlands.
- Die Burgprovinz Nyslott (Savonlinna) unterstand der im 15. Jahrhundert errichteten Burg Olavinlinna in der heutigen Stadt Savonlinna.
- Die Burgprovinz Borgå (Porvoo) ging im 16. Jahrhundert aus einer der Burgprovinz Viborg unterstehenden Vogtei hervor.

## Einführung und Entwicklung der Provinzverwaltung
Die schwedische Verfassung von 1634 schuf erstmals einen formalisierten Rahmen für die Regionalverwaltung des Reiches. Das Reichsgebiet wurde in Provinzen (schwedisch län, finnisch lääni) eingeteilt. Der Zuschnitt dieser Provinzen orientierte sich anfangs an den Burgbezirken, von denen auch die Bezeichnung län übernommen wurde. Die Verwaltung der Provinzen übernahmen Provinzregierungen (schwedisch länsstyrelsen, finnisch lääninhallitus) unter dem Vorsitz eines Landeshauptmannes (schwedisch landshövding, finnisch maaherra). Die Landeshauptleute stellten die unmittelbaren Vertreter der königlichen Regierung in den Provinzen dar. Die Provinzverwaltung erhielt ein breit gefächertes Aufgabenfeld. Zu diesem gehörten neben der allgemeinen Verwaltung und Exekutivgewalt die Aufrechterhaltung von Sicherheit und Ordnung, die Überwachung des Städte- und Wegebaus sowie die königliche Finanzverwaltung.
Die Verwaltungsstruktur und Aufgaben der Provinzen überdauerten die einschneidenden Veränderungen der finnischen Staatsstruktur. Weder der Übergang Finnlands unter russische Herrschaft als autonomes Großfürstentum im Jahr 1809 noch die Unabhängigkeit Finnlands 1917 brachten wesentliche Reformen der Regionalverwaltung mit sich.
Änderungen erfuhren dagegen Anzahl und Zuschnitt der Provinzen. In den folgenden Jahrhunderten wurden die Provinzen mehrfach neu eingeteilt, wodurch sich die Anzahl der Provinzen jeweils erhöhte. Auch Änderungen in den Staatsgrenzen zwangen mehrfach zur Neueinteilung der Provinzen.

### 1634–1721
Im Jahr 1634 wurden im Gebiet des heutigen Finnlands zunächst fünf Provinzen gebildet. In den 1640ern wurden Provinzen teilweise geteilt und wiedervereinigt, 1650 war aber wieder derselbe Zuschnitt wie 1634 erreicht. Dieser blieb stabil bis zum Großen Nordischen Krieg. Im hohen Norden waren die Grenzen bis ins frühe 19. Jahrhundert nur ungefähr festgelegt. Die Provinzen waren (die Zahlen in der Klammer beziehen sich jeweils auf die Karten am Ende dieses Abschnitts):
- Turku und Pori (Åbo och Björneborg, Residenzstadt Åbo (Turku), 1)
- Uusimaa und Häme (Nyland och Tavastehus, Residenzstadt Tavastehus (Hämeenlinna), 14)
- Viipuri und Savonlinna (Viborg och Nyslott, Residenzstadt Viborg (Viipuri), 20)
- Kekisalmi (Kexholm, Residenzstadt Kexholm (Kekisalmi), 21)
- Pohjanmaa (Österbotten, Residenzstadt Korsholm (Alt-Vaasa), 18)

### 1721–1747
Im Frieden von Nystad verlor Schweden 1721 den bevölkertsten Teil der Provinzen Viborg und Kexholm an Russland. Die verbliebenen Teile wurden zur neuen Provinz Kymenkartano und Savonlinna  (Kymmenegård och Nyslott, 19) zusammengefasst. Namensgebend war der am Kymi begüterte Königshof Kymenkartano (auf dem Gebiet der heutigen Stadt Kotka), Residenzstadt wurde allerdings das von Viipuri unweit gelegene Lappeenranta (Villmanstrand).

### 1747–1775
Ein zweiter Krieg gegen Russland resultierte in weiteren Gebietsverlusten in Südostfinnland, der Kymi wurde nunmehr zum Grenzfluss und sowohl Lappeenranta als auch Savonlinna fielen an Russland. Die südöstliche Provinz wurde 1747 neu konstituiert, erhielt den Namen Savo und Kymenkartano (Savolax och Kymmenegård, 17), einige Landstriche von Uusimaa und Häme, sowie das neugegründete Loviisa (Lovisa) als Residenzstadt. Auf zeitgenössischen Landkarten wurde es daher auch kurz als Lovisa bzw. Lowisa bezeichnet.

### 1775–1831
Einen weiteren Einschnitt brachte eine Provinzreform von König Gustav III., bei der einige Provinzen verkleinert wurden. In Finnland betraf das Pohjanmaa, das in die Provinzen Vaasa (Vasa, 4) und Oulu (Uleåborg, 10) geteilt wurde, erstere erhielt auch beträchtliche Gebiete der beiden südlich angrenzenden Provinzen. Savo und Kymenkartano wurde auseinandergenommen, es entstand Kymenkartano (Kymmenegård, Residenzstadt wurde in weiterer Folge das zentraler gelegene Heinola, 15) sowie Savo und Karelien, (Savolax och Karelen, Residenzstadt Kuopio, 16).
Die Zugehörigkeit zum Russischen Reich ab 1809 brachte keine Änderungen im Zuschnitt der Provinzen, es wurde nur 1812 Altfinnland als Provinz Wiborg (Viborg, 13) wieder mit Finnland vereinigt. Die Provinzen wurden in das System der russischen Gouvernements einbezogen. Im hohen Norden wurden Anfang des 19. Jahrhunderts viele Grenzlinien erstmals genau festgelegt.

### 1831–1918
Der gestiegenen Bedeutung der nunmehrigen Hauptstadt Helsinki (Helsingfors) entsprechend wurde Uusimaa (Nyland) 1831 zur eigenen Provinz erhoben und erhielt die Küstengebiete bis zum Kymi-Fluss. Als Kompensation erhielt Kymenkartano Landstriche im Nordosten und wurde als Provinz Mikkeli (S:t. Michel, Residenzstadt Mikkeli (erst ab 1847), 6) neu konstituiert. Dementsprechend wurde eine neue Provinz Häme (Tavastehus, 3) geschaffen, das verkleinerte Savo und Karelien wurde in Kuopio (8) umbenannt.

### Zwischenkriegszeit
Auch die Unabhängigkeit hatte wenig Einfluss auf den Zuschnitt der Provinzen. Der einzige einschneidende Unterschied war die Bildung von Åland (Ahvenanmaa) als eigene, schwedischsprachige Provinz (Abspaltung von Turku und Pori, 12) und kurzzeitig (1920/21) gab es eine Provinz Petsamo, die eingerichtet wurde, um der finnischen Staatsmacht zu ermöglichen, dort Fuß zu fassen.
1938 wurde Lappland von Oulu abgetrennt (Verwaltungssitz Rovaniemi, 11).

### Nachkriegszeit
Infolge von Winterkrieg und Fortsetzungskrieg musste der größte Teil der Provinz Viipuri 1944 an die Sowjetunion abgetreten werden, die verbleibenden Teile wurden zur Provinz Kymi (Kymmene, Verwaltungssitz Kouvola, 5).
|  |  |  |  |  |  |  |

### 1960–1997

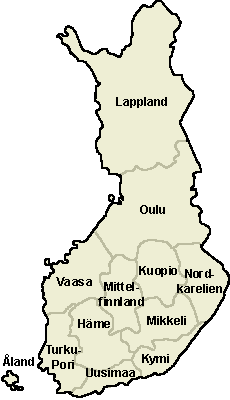
Die Provinzen Finnlands vor der Provinzreform 1997

1960 wurden noch zwei neue Provinzen gebildet: Mittelfinnland (Keski Suomi bzw. Mellersta Finland, Verwaltungssitz Jyväskylä) aus dem östlichen Teil von Vaasa und Landstrichen angrenzender Provinzen, sowie Nordkarelien (Pohjois Karjala bzw. Norre Karelen, Verwaltungssitz Joensuu) aus dem östlichen Teil von Kuopio. Damit bestand Finnland bis 1997 aus den folgenden zwölf Provinzen:
| - Uusimaa - Kymi - Turku und Pori - Häme - Mikkeli - Vaasa | - Mittelfinnland - Kuopio - Nordkarelien - Oulu - Lappland - Åland |

## Reformen und Ersetzung der Provinzen

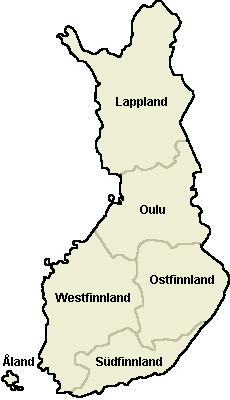
In den letzten Jahren der Provinzverwaltung bestanden in Finnland noch sechs Provinzen

In der Nachkriegszeit begannen die Aufgaben der öffentlichen Verwaltung stetig anzuwachsen. Insbesondere ab den 1960er Jahren stieg die Bedeutung der Verwaltung als Regulierer in allen Bereichen des wirtschaftlichen Lebens. Die Gründung von immer neuen Fachbehörden außerhalb der Provinzverwaltungen führte allmählich zu einer Zersplitterung der Verwaltung, die schließlich als ineffektiv sowie als bürgerfern empfunden wurde. Dieser Entwicklung wurde mit verschiedenen Reformen zu begegnen versucht. Die Hauptentwicklungslinien dieser Reformen führten einerseits zu einer Zusammenfassung und Zentralisierung der Fachverwaltung, durch welche eine bessere Nutzung des in den verschiedenen Behörden vorhandenen Know-hows erstrebt wurde, sowie andererseits zu einer Verlagerung der Regionalplanung auf bürgernähere Gemeindezusammenschlüsse. Den Schlusspunkt dieser Reformen bildete die vollständige Ersetzung der Provinzen am 1. Januar 2010.
Zunächst wurden den Provinzverwaltungen in den 1970er und 1980er Jahren neue Aufgaben von anderen Behörden übertragen. Anfang der 1990er Jahre wurden für die Regionalplanung neue Gemeindeverbünde gebildet, die sogenannten Landschaftsverbünde (finnisch maakuntaliitto, schwedisch landskapsförbund). Diese von den Gemeindeverwaltungen gebildeten Kooperationsorgane sollten eine bürgernähere Planungsverwaltung sicherstellen und führten zu einem Wegfall eines traditionellen Aufgabenbereichs der Provinzverwaltungen.
Durch die Provinzreform von 1997 wurde die Anzahl der Provinzen von zwölf auf sechs halbiert. Die autonome Provinz Åland sowie die flächenmäßig bereits sehr großen Provinzen Oulu und Lappland blieben von der Reform unberührt. Die übrigen Provinzen wurden wie folgt neugegliedert:
- Die Provinzen Kuopio, Nordkarelien und der größte Teil der Provinz Mikkeli zu Ostfinnland
- Die Provinzen Kymi, Uusimaa, der Südteil der Provinz Häme und ein kleiner Teil der Provinz Mikkeli zu Südfinnland
- Die Provinzen Mittelfinnland, Turku-Pori, Vaasa und der Nordteil der Provinz Häme zu Westfinnland

Die bisherigen Provinzen bestanden im Wesentlichen unter der Bezeichnung Landschaft (finnisch maakunta, schwedisch landskap) fort, ohne jedoch eine Bedeutung als staatliche Verwaltungseinheit zu haben. Die Landschaftsverbünde bestanden weiterhin als kommunale Kooperationseinheiten fort. Von 1997 bis 2009 bestand infolge dieser Reform folgende Provinzeinteilung:
| Provinz      | Hauptstadt  | Einwohner | Fläche in km² | Landschaften                                                                                          |
| ------------ | ----------- | --------- | ------------- | --- |
| Åland        | Mariehamn   | 26.000    | 6.784         | Åland                                                                                                 |
| Lappland     | Rovaniemi   | 188.000   | 98.946        | Lappland                                                                                              |
| Oulu         | Oulu        | 455.000   | 57.000        | Kainuu, Nordösterbotten                                                                               |
| Ostfinnland  | Mikkeli     | 588.000   | 48.726        | Nordkarelien, Nordsavo, Südsavo                                                                       |
| Südfinnland  | Hämeenlinna | 2.000.000 | 34.378        | Kanta-Häme, Kymenlaakso, Itä-Uusimaa, Päijät-Häme, Südkarelien, Uusimaa                               |
| Westfinnland | Turku       | 1.840.000 | 74.185        | Mittelfinnland, Mittelösterbotten, Österbotten, Pirkanmaa, Satakunta, Südösterbotten, Varsinais-Suomi |

In einer weiteren Reform wurden die Provinzen schließlich zum Beginn des Jahres 2010 gänzlich aufgegeben. Die staatliche Regionalverwaltung wurde gänzlich neu geordnet. Zum Zwecke der allgemeinen Verwaltungsaufsicht wurden sechs Regionalverwaltungsbehörden (finnisch aluehallintovirasto, schwedisch regionförvaltningsverk) gebildet; die staatlichen Aufgaben in verschiedenen, besondere Fachexpertise erfordernden Bereichen wurden in 15 Gewerbe-, Verkehrs- und Umweltzentren (finnisch elinkeino-, liikenne- ja ympäristökeskus, schwedisch närings-, trafik- och miljöcentralen) zusammengefasst. Beide Ebenen üben neben den Aufgaben der bisherigen Provinzen auch die Aufgaben verschiedener anderer, ebenfalls aufgelöster Verwaltungseinheiten aus.